# Maroslele
Maroslele è un comune dell'Ungheria di 2.199 abitanti (dati 2001). È situato nella contea di Csongrád-Csanád.